# 劇伴音楽の作曲家一覧
劇伴音楽の作曲家一覧（げきばんおんがくのさっきょくかいちらん）は、映画やテレビドラマなどの作品において「音楽」担当としてスタッフクレジットの表記がされる、劇伴（劇中に流れる音楽）の作曲・編曲を行う音楽家の一覧。

## 劇伴音楽の作曲家一覧
音楽を担当した主要な作品。個人の記事があり、かつそのページに詳しい作品リストがある場合は省略。

### ドラマ・舞台

#### あ行
朝倉紀行
- 白銀ジャック・テレビ朝日スペシャルドラマ、天誅～闇の仕置人～(メインテーマ)・フジテレビ連続ドラマ、ほか

荒木一郎
- ムー、ちょっとマイウェイ、ダウンタウン物語、ほか

AKIHABARA ELECTRIC CIRCUS
- 世界で一番君が好き!、ほか

池頼広
- 相棒、女王の教室、曲げられない女、野ブタ。をプロデュース、ほか

石田勝範
- 西部警察、大奥、ほか

石塚徹
- 火花、男の操、増山超能力師事務所、ワカコ酒、ほか

井筒昭雄
- ラスト・フレンズ、ブラッディ・マンデイ、流れ星、IQ246〜華麗なる事件簿〜、ほか

伊藤ゴロー
- おばけなんてないさ、紅雲町珈琲屋こよみ 、ほか

岩崎太整
- モテキ、ほか

岩代太郎
- 白線流し、あぐり、葵 徳川三代、ほか

Infinix
- 里見八犬伝、おまじない、ほか

宇乃かつを
- 舞台「DADA〜地球の私生児」、ガラスの触手、淋しい夜、KARMA〜そで触れあうも多生の縁[1] 、ほか

遠藤浩二
- マザー・ゲーム〜彼女たちの階級〜、とと姉ちゃん、ほか

大島ミチル
- ショムニ、おみやさん、ごくせん、天地人、ほか

大谷和夫
- 探偵物語、プロハンター、火曜サスペンス劇場、ほか

大友良英
- あまちゃん、いだてん〜東京オリムピック噺〜、ほか

大野克夫
- 太陽にほえろ!、傷だらけの天使、寺内貫太郎一家、ほか

大野雄二
- 火曜日の女シリーズ、大追跡、マー姉ちゃん、ほか

小津雅邦
- 生きとし生けるもの、知床の冒険、ほか

#### か行
海田庄吾
- ライフ、ハチミツとクローバー、ほか

加古隆
- 白い巨塔、キルトの家、ほか

かしぶち哲郎
- 木曜ゴールデンドラマ（1988年 - 1991年）、それでも家を買いました、さよならをもう一度、大人のキス、ほか

鎌田雅人
- 鴨川食堂、ほか

神坂享輔
- 風のガーデン、みをつくし料理帖、再会、ほか

かみむら周平
- 途中下車、ホゴカン 保護司・村上晃司、ほか

川井憲次
- 科捜研の女シリーズ（2001年 - ）、梅ちゃん先生、花燃ゆ、まんぷく、ほか

川村栄二
- 仮面ライダーBLACK、八百八町夢日記、五星戦隊ダイレンジャー、ほか

菅野祐悟
- エンジン、ガリレオ、SP、ホタルノヒカリ、ほか

菅野よう子
- 風に舞いあがるビニールシート、ごちそうさん、おんな城主 直虎、ほか

菊池俊輔
- 仮面ライダーシリーズ、キイハンター、Gメン'75、スクール☆ウォーズ、ほか

菊地創
- 双恋、魔法先生ネギま! 〜白き翼 ALA ALBA〜、true tears、このはな綺譚、ほか

木下忠司
- 水戸黄門、特捜最前線、ほか

木村秀彬
- コウノドリ、お義父さんと呼ばせて、グランメゾン東京、ほか

木森敏之
- あさひが丘の大統領、黄金の犬、火曜サスペンス劇場、ほか

栗山和樹
- 八丁堀の七人、年下の男、芋たこなんきん、ほか

河野伸
- フードファイト、世界の中心で、愛をさけぶ、流星の絆、白夜行、ほか

神津裕之
- 眠れる森、リップスティック、プロポーズ兄弟、ほか

coba
- 雲の階段、ほか

小室哲哉
- 二十歳の約束、P.A.、ほか

小六禮次郎
- ゆうひが丘の総理大臣、秀吉、功名が辻、ほか

#### さ行
坂口修
- 時効警察、トンスラ、ほか

坂田晃一
- 池中玄太80キロ、おしん、家政婦は見たシリーズ、先生は一年生、ほか

坂本龍一
- 八重の桜、ほか

崎谷健次郎
- たたかうお嫁さま・おいしい関係・成田離婚、ほか

佐藤直紀
- GOOD LUCK!!、WATER BOYS、海猿、ほか

佐橋俊彦
- ウルトラシリーズ、救命病棟24時、明日があるさ、ザ・ヒットパレード〜芸能界を変えた男・渡辺晋物語〜、鹿男あをによし、ほか

沢田完
- 14才の母、ムコ殿、お江戸吉原事件帖、ドクターX〜外科医・大門未知子〜、ほか

澤野弘之
- 医龍-Team Medical Dragon-・タイヨウのうた・魔王・BOSS・マークスの山・まれ、ほか

志熊研三
- あぶない刑事、あきれた刑事、勝手にしやがれヘイ!ブラザー、ほか

Jun Futamata
- 降り積もれ孤独な死よ、テレビ報道記者〜ニュースをつないだ女たち〜、REVENGER、ほか

城之内ミサ
- 毎度おさわがせします、とんぼ、3年B組金八先生、ほか

シャカタク
- 男女7人夏物語、男女7人秋物語、ほか

末廣健一郎
- スイッチガール!!、Wの悲劇、ミス・パイロット、逃げるは恥だが役に立つ、ほか

すぎやまこういち
- 元気です!、ほか

住友紀人
- エースをねらえ!、熟年離婚、アンフェア、ほか

瀬川英史
- 勇者ヨシヒコシリーズ、うしおととら、エール、ほか

世武裕子
- 恋仲、好きな人がいること、べっぴんさん、ほか

千住明
- 高校教師、家なき子、風林火山、ほか

S.E.N.S.
- あすなろ白書、神様、もう少しだけ、アイシテル〜海容〜、ほか

惣領泰則
- 家族ゲーム、ほか

#### た行
高梨康治
- 雨に眠れ、超星神グランセイザー、幻星神ジャスティライザー、東京湾景、ウルトラマンR/B、ほか

髙橋洋一
- 京、ふたり、ほか

髙見優
- マイ☆ボス マイ☆ヒーロー、花ざかりの君たちへ〜イケメン♂パラダイス〜、ほか

辻陽
- トリック、着信アリ、富豪刑事、ほか

寺嶋民哉
- イグアナの娘、真珠夫人、動物のお医者さん、ほか

得田真裕
- 花咲舞が黙ってない、家売るオンナ、アンナチュラル、ラストコップ、MIU404、ほか

#### な行
中島ノブユキ
- 八重の桜、ほか

仲西匡
- 木更津キャッツアイ、特命係長 只野仁、ドラゴン桜、ほか

中野雄太
- ゲゲゲの鬼太郎、HiGH & Lowシリーズ、PRINCE OF LEGEND、ほか

#### は行
蓜島邦明
- 世にも奇妙な物語、NIGHT HEAD、ホーリーランド、ほか

羽毛田丈史
- 池袋ウエストゲートパーク、氷点2001、瑠璃の島、ほか

長谷部徹
- 悪魔のKISS、ブラックジャックによろしく、嫌われ松子の一生、ほか

服部隆之
- 華麗なる一族、HERO、のだめカンタービレ、半沢直樹、ほか

羽岡佳
- チーム・バチスタシリーズ、GTO（2012年 - ）、ほか

羽田健太郎
- 西部警察 PART-II、東芝日曜劇場、渡る世間は鬼ばかり、ほか

林哲司
- ジャングル、人生は上々だ、ブランド、ほか

林ゆうき
- 左目探偵EYE、ストロベリーナイト、リッチマン、プアウーマン、あさが来た、ほか

久石譲
- 女信長、坂の上の雲、ほか

樋口康雄
- 追いかけたいの!、ほか

bice
- ムコ殿、きみはペット、ほか

日向敏文
- 東京ラブストーリー、ひとつ屋根の下、ほか

平井真美子
- はじめまして、愛しています。、ほか

平尾昌晃
- 熱中時代、必殺シリーズ、ほか

平沢敦士
- 最後から二番目の恋、ビューティフルレイン、あぽやん、ほか

富貴晴美
- 西郷どん、マッサン、花嫁のれんシリーズ、ほか

福井峻
- ニッポン親不孝物語、ほか

藤門太郎
- 東京ガードセンター、ほか

フジモトヨシタカ
- ヒポクラテスの誓い、こえ恋、七夕の国、明日、私は誰かのカノジョ、美しい彼 、ほか

冬木透
- ウルトラセブン等ウルトラシリーズ、ほか

冬野ユミ
- アシガール、スカーレット、ほか

本間勇輔
- 古畑任三郎、私の青空、僕の生きる道、ほか

#### ま行
松本晃彦
- 踊る大捜査線、蘇える金狼、レンタル救世主、ほか

MAYUKO
- イノセント・ラヴ、私が恋愛できない理由、逃げるは恥だが役に立つ、ほか

丸山和範
- ちゅらさん、そろばん侍『風の市兵衛」、ほか

宮川彬良
- 天の瞳シリーズ、ひよっこ、ほか

見岳章
- 木曜の怪談シリーズ、金田一少年の事件簿、ケイゾク、スシ王子!、ほか

溝口肇
- この世の果て、星の金貨シリーズ、ほか

森英治
- 役者魂!、癒し屋キリコの約束、ほか

#### や行
安川午朗
- ヒトヤノトゲ～獄の棘～、神谷玄次郎捕物控、ほか

矢野立美
- スーパー戦隊シリーズ、ウルトラマンティガ、ほか

山下康介
- スーパー戦隊シリーズ、花より男子、クロサギ、有閑倶楽部、ほか

山下毅雄
- 七人の刑事、プレイガール、大岡越前、時間ですよ、ほか

山田豊
- マルモのおきて、HUNTER〜その女たち、賞金稼ぎ〜、ほか

山本直純
- 氷点、男はつらいよ、ほか

山本光男
- 君の瞳をタイホする!、夏樹静子トラベルサスペンス、センチメンタルシティマラソン、ほか

山下透
- 舞台「チンチン電車と女学生」、ほか

山田豊
- マルモのおきて、HUNTER〜その女たち、賞金稼ぎ〜

義野裕明
- Gメン'82、スーパーポリス、HOTEL、ほか

吉俣良
- こころ、Dr.コトー診療所、篤姫、ほか

横山克
- 砂の塔〜知りすぎた隣人、刑事ゼロ、ほか

吉川清之
警視庁捜査一課9係シリーズ、遺留捜査シリーズ、刑事7人シリーズ、ほか
吉川慶
- ヤンキー母校に帰る、タイガー&ドラゴン、南極大陸、ほか

義野裕明
- Gメン'82、スーパーポリス、HOTEL、ほか

吉俣良
- こころ、Dr.コトー診療所、篤姫、ほか

#### わ行
若草恵
- ザ・ハングマンシリーズ、真昼の月、十年愛、ほか

渡辺岳夫
- 非情のライセンス、あばれはっちゃくシリーズ、ほか

渡辺宙明
- マジンガーZシリーズ、スーパー戦隊シリーズ、人造人間キカイダー、忍者部隊月光、宇宙刑事シリーズ、ほか

渡辺俊幸
- たけしくん、ハイ!、毛利元就、ほか

和田俊輔
- ハイパープロジェクション演劇「ハイキュー!!」、舞台「鬼滅の刃」、ほか